# Nazionale maschile di football americano dell'Irlanda
La nazionale di football americano dell'Irlanda è la selezione maggiore maschile di football americano  che rappresenta l'Irlanda nelle varie competizioni ufficiali o amichevoli riservate a squadre nazionali.

## Risultati
Legenda: Grassetto: Risultato migliore, Corsivo: Mancate partecipazioni

## Dettaglio stagioni

### Amichevoli
| Stagione | Vin | Par | Per | Tot | PF    | PS    | avversaria                                                                               |
| -------- | --- | --- | --- | --- | ----- | ----- | ---------------------------------------------------------------------------------------- |
| 1995     | 2   | 0   | 4   | 6   | 97    | 139   | Gran Bretagna, Stati Uniti, Canada, Hanau Hawks, BAFA Third Division Northwest All Stars |
| 1996     | 1   | 0   | 0   | 1   | 36    | 30    | Northants Storms                                                                         |
| 2004     | 0   | 0   | 1   | 1   | 2     | 52    | John Carroll University                                                                  |
| 2005     | 0   | 0   | 1   | 1   | 0     | 53    | Adrian College                                                                           |
| 2006     | 0   | 0   | 1   | 1   | 8     | 35    | Coventry Jets                                                                            |
| 2007     | ?   | ?   | ?   | 1   | ?     | ?     | Coventry Jets                                                                            |
| 2016     | 0   | 0   | 1   | 1   | 0     | 20    | Paesi Bassi                                                                              |
| 2018     | 1   | 0   | 0   | 1   | 20    | 19    | Belgio                                                                                   |
| 2019     | 1   | 0   | 0   | 1   | 7     | 6     | Belgio                                                                                   |
| Totale   | 5+? | 0+? | 8+? | 14  | 170+? | 354+? |                                                                                          |

Fonte: americanfootballitalia.com

### Tornei

#### Europei

##### Europeo B
| Stagione  | regular season | regular season | regular season | regular season | regular season | regular season | playoff | playoff | playoff | playoff | playoff | playoff      | playoff    |
|           | Vin            | Par            | Per            | Tot            | PF             | PS             | Vin     | Per     | Tot     | PF      | PS      | risultato    | avversaria |
| --------- | -------------- | -------------- | -------------- | -------------- | -------------- | -------------- | ------- | ------- | ------- | ------- | ------- | ------------ | ---------- |
| 2022-2023 | -              | -              | -              | -              | -              | -              | 0       | 2       | 2       | 21      | 43      | Quinto posto | Turchia    |
| Totale    | -              | -              | -              | -              | -              | -              | 0       | 2       | 2       | 21      | 43      |              |            |

Fonte: americanfootballitalia.com

#### Home Nations/UK Nations Cup
| Stagione | regular season | regular season | regular season | regular season | regular season | regular season | playoff | playoff | playoff | playoff | playoff | playoff       | playoff                                                                                             |
|          | Vin            | Par            | Per            | Tot            | PF             | PS             | Vin     | Per     | Tot     | PF      | PS      | risultato     | avversaria                                                                                          |
| -------- | -------------- | -------------- | -------------- | -------------- | -------------- | -------------- | ------- | ------- | ------- | ------- | ------- | ------------- | --------------------------------------------------------------------------------------------------- |
| 1997     | 1              | 0              | 1              | 2              | 46             | 51             |         |         |         |         |         | Secondo posto | [[Selezione maschile di football americano Template:Naz/WAL selezione\|Template:Naz/WAL selezione]] |
| 1998     | 0              | 0              | 1              | 1              | 6              | 34             |         |         |         |         |         | ?             | [[Selezione maschile di football americano Template:Naz/WAL selezione\|Template:Naz/WAL selezione]] |
| 1999     | 0              | 0              | 2              | 2              | 0              | 76             |         |         |         |         |         | Secondo posto | [[Selezione maschile di football americano Template:Naz/ENG selezione\|Template:Naz/ENG selezione]] |
| Totale   | 1              | 0              | 4              | 5              | 52             | 161            |         |         |         |         |         |               | |

Fonte: americanfootballitalia.com

### Riepilogo partite disputate
| Anno             | Luogo      | Evento                          | Fase del torneo | Incontro                                          | Risultato |
| 1995             | Leicester  | Amichevole                      |                 | Gran Bretagna - Irlanda                           | 22 - 0    |
| 1995             | ?          | Amichevole                      |                 | Stati Uniti - Irlanda                             | 47 - 12   |
| 1995             | ?          | Amichevole                      |                 | Canada - Irlanda                                  | 24 - 27   |
| 1995             | ?          | Amichevole                      |                 | Irlanda - Hanau Hawks                             | 6 - 19    |
| 1995             | ?          | Amichevole                      |                 | Canada - Irlanda /Caimens 72 du Mans              | 27 - 7    |
| 1995             | ?          | Amichevole                      |                 | Irlanda - BAFA Third Division Northwest All Stars | 45 - 0    |
| 1996             | ?          | Amichevole                      |                 | Irlanda - Northamptonshire Stormbringers          | 36 - 30   |
| 1997             | Belfast    | Home Nations                    |                 | Irlanda - Scozia                                  | 6 - 31    |
| 1997             | Belfast    | Home Nations                    |                 | Irlanda - Galles                                  | 40 - 20   |
| 1998             | ?          | UK Nations CUP                  |                 | Irlanda - Galles                                  | 6 - 34    |
| 1999             | ?          | UK Nations CUP                  |                 | Irlanda - Scozia                                  | 0 - 30    |
| 1999             | ?          | UK Nations CUP                  |                 | Irlanda - Inghilterra                             | 0 - 46    |
| 2004             | Wicklow    | Amichevole "Celtic Classic"     |                 | Irlanda - John Carroll University Blue Streaks    | 2 - 52    |
| 2005             | Greystones | Amichevole "Celtic Classic II"  |                 | Irlanda - Adrian College Bulldogs                 | 0 - 53    |
| 2006             | Coventry   | Amichevole "Celtic Classic III" |                 | Coventry Jets - Irlanda                           | 35 - 8    |
| 2007             | Dublino    | Amichevole "Celtic Classic IV"  |                 | Irlanda - Coventry Jets                           | ?         |
| 2016             | Waalwijk   | Amichevole                      |                 | Paesi Bassi - Irlanda                             | 20 - 0    |
| 20 ottobre 2018  | Navan      | Amichevole                      |                 | Irlanda - Belgio                                  | 20 - 19   |
| 7 settembre 2019 | Ostenda    | Amichevole                      |                 | Belgio - Irlanda                                  | 6 - 7     |
| 22 ottobre 2022  | Pinto      | Europeo B                       | Turno 1         | Spagna - Irlanda                                  | 26 - 7    |
| 5 agosto 2023    | Cork       | Europeo B                       | Turno 2         | Irlanda - Turchia                                 | 14 - 17   |
| 26 ottobre 2024  | Navan      | Europeo B                       |                 | Irlanda - Paesi Bassi                             | 18 - 13   |
| 3 novembre 2024  | Ankara     | Europeo B                       |                 | Turchia - Irlanda                                 | 41 - 18   |

## Confronti con le altre Nazionali
Questi sono i saldi dell'Irlanda nei confronti delle Nazionali incontrate.

### Saldo positivo
| Nazionale | Giocate | Vinte | Pareggiate | Perse | PF | PS | Ultima vittoria | Ultimo pari | Ultima sconfitta |
| --------- | ------- | ----- | ---------- | ----- | -- | -- | --------------- | ----------- | ---------------- |
| Belgio    | 2       | 2     | 0          | 0     | 27 | 25 | 2019            | -           | -                |

### Saldo in pareggio
| Nazionale | Giocate | Vinte | Pareggiate | Perse | PF | PS | Ultima vittoria | Ultimo pari | Ultima sconfitta |
| --- | ------- | ----- | ---------- | ----- | -- | -- | --------------- | ----------- | ---------------- |
| [[File:Template:Naz/WAL selezione\|class=noviewer\|Template:Naz/WAL selezione (bandiera)\|20x16px]] [[Selezione maschile di football americano Template:Naz/WAL selezione\|Template:Naz/WAL selezione]] | 1       | 1     | 0          | 1     | 46 | 54 | 1997            | -           | 1998             |
| Paesi Bassi | 2       | 1     | 0          | 1     | 18 | 33 | 2024            | -           | 2016             |

### Saldo negativo
| Nazionale | Giocate | Vinte | Pareggiate | Perse | PF | PS | Ultima vittoria | Ultimo pari | Ultima sconfitta |
| --- | ------- | ----- | ---------- | ----- | -- | -- | --------------- | ----------- | ---------------- |
| Spagna | 1       | 0     | 0          | 1     | 7  | 26 | -               | -           | 2022             |
| Gran Bretagna | 1       | 0     | 0          | 1     | 0  | 22 | -               | -           | 1995             |
| Turchia | 2       | 0     | 0          | 2     | 32 | 58 | -               | -           | 2024             |
| [[File:Template:Naz/ENG selezione\|class=noviewer\|Template:Naz/ENG selezione (bandiera)\|20x16px]] [[Selezione maschile di football americano Template:Naz/ENG selezione\|Template:Naz/ENG selezione]] | 1       | 0     | 0          | 1     | 0  | 46 | -               | -           | 1999             |
| [[File:Template:Naz/SCO selezione\|class=noviewer\|Template:Naz/SCO selezione (bandiera)\|20x16px]] [[Selezione maschile di football americano Template:Naz/SCO selezione\|Template:Naz/SCO selezione]] | 2       | 0     | 0          | 2     | 6  | 61 | -               | -           | 1999             |